# 喬皮奧爾科山 (玻利維亞)
14°36′30″S 69°10′32″W / 14.60833°S 69.17556°W
喬皮奧爾科山（Chawpi Urqu），是玻利維亞的山峰，位於該國西部拉巴斯省的弗朗茨塔馬約省，處於蘇拉帕塔山和庫利帕塔山以東、科梅爾帕塔山以北，屬於安第斯山脈中阿波洛班巴山脈的一部分，海拔高度4,617米。